# Вінченцо Нібалі
Вінченцо Нібалі (італ. Vincenzo Nibali; нар. 14 листопада 1984, Мессіна) — італійський професійний шосейний велогонщик, виступав з 2020 року за американську команду Світового туру «Trek-Segafredo». Переможець усіх Гранд Турів. Чемпіон Італії. З вересня 2021 гонщик «Астани».

## Спортивна біографія
До «Астани» Нібалі 6 років виступав за команду Liquigas. У її складі став переможцем гонок Вуельта Іспанії 2010 та Тіррено - Адріатико 2012.
У 2013 році в лавах «Астани» за один сезон зміг виграти гонку Джіро д'Італія та повторно «Тіррено — Адріатико». А також, довго лідируючи, посів друге місце на «Вуельті» у генеральному заліку.
У 2014 році виграв Тур де Франс і став шостим велогонщиком в історії, який виграв усі три Гранд-тури, після Жака Анкетиля (1963), Феліче Джимонді (1968), Едді Меркса (1973), Бернара Іно (1980) та Альберто Контадора).
У 2015 році зайняв четверте місце на Тур де Франс, але був знятий з Вуельти Іспанії після другого етапу за те, що скористався допомогою техніки своєї команди, щоб наздогнати пелотон після завалу. Проте реабілітувався, вигравши в Італії останню гонку року — «монументальний» «Тур Ломбардії» трасою Бергамо — Комо.
2016 року у відчайдушній боротьбі на останніх етапах вдруге виграв домашні перегони Джіро д'Італія. Але потім пішла смуга невдач: після двох падінь— лише 30 місце на Тур де Франс 2016 та нове падіння на спуску на Олімпіаді в Ріо-де-Жанейро, коли він йшов у лідерах групових шосейних перегонів.
У серпні 2016 року Нібалі підписав контракт із щойно створеною під нього командою Bahrain Victorious, капітаном якої виступатиме з сезону 2017 року.
Сезон 2017 року у новій команді видався для Нібалі досить вдалим. У дебютному італійському Гранд-турі Джіро д'Італія 2017 у травні 2017 року капітан команди Вінченцо Нібалі виграв 16-й тур і в підсумку посів почесне 3 місце на подіумі, а команда піднесла сюрприз, зайнявши високе 4 місце загалом.
У серпні/вересні на Вуельта Іспанії 2017 року Нібалі виграв 3-й етап і посів друге місце на подіумі в особистому заліку за непереможним останніми роками Крісом Фрумом. І нарешті у жовтні Вінченцо з одиночного відриву вдруге виграв одноденку Тур Ломбардії.
У вересні 2021 року повернувся до команди «Астана».
12 травня 2022 року Вінченцо Нібалі велогонщик команди Astana Qazaqstan вирішив завершити кар'єру наприкінці цього сезону.

## Статистика виступів

### Багатоденки
| Гранд-Тури                 |      |      |      |      |      |      |      |      |      |      |      |      |      |      |      |
| Гранд-Тур                  | 2005 | 2006 | 2007 | 2008 | 2009 | 2010 | 2011 | 2012 | 2013 | 2014 | 2015 | 2016 | 2017 | 2018 | 2019 |
| Джіро д'Італія             | —    | —    | 19   | 11   | —    | 3    | 2    | —    | 1    | —    | —    | 1    | 3    | —    | 2    |
| Тур де Франс               | —    | —    | —    | 20   | 6    | —    | —    | 3    | —    | 1    | 4    | 30   | —    | Сход | 39   |
| Вуельта Іспанії            | —    | —    | —    | —    | —    | 1    | 7    | —    | 2    | —    | ДСК  | —    | 2    | 59   | —    |
| Багатоденки Світового туру |      |      |      |      |      |      |      |      |      |      |      |      |      |      |      |
| Гонка                      | 2005 | 2006 | 2007 | 2008 | 2009 | 2010 | 2011 | 2012 | 2013 | 2014 | 2015 | 2016 | 2017 | 2018 | 2019 |
| Париж — Ніцца              | —    | 66   | —    | —    | —    | —    | —    | —    | —    | 21   | —    | —    | —    | —    | —    |
| Тіррено — Адріатико        | —    | —    | 17   | —    | 10   | 8    | 5    | 1    | 1    | —    | 16   | 6    | 26   | 11   | 15   |
| Вуельта Каталонії          | 56   | —    | —    | —    | —    | —    | —    | —    | —    | —    | —    | —    | —    | —    | —    |
| Тур Країни Басків          | 92   | —    | —    | —    | 9    | —    | —    | —    | —    | —    | —    | —    | —    | НФ   | —    |
| Тур Романдії               | —    | —    | —    | —    | —    | —    | —    | —    | —    | 5    | 10   | —    | —    | —    | —    |
| Критеріум Дофіні           | —    | НФ   | —    | —    | —    | —    | —    | 28   | —    | 7    | 12   | —    | —    | —    | —    |
| Тур Швейцарії              | НФ   | —    | —    | —    | —    | —    | —    | —    | —    | —    | —    | —    | —    | —    | —    |

### Однодневки
| Монументальні         |      |      |      |      |      |      |      |      |      |      |      |      |      |      |      |
| Гонка                 | 2005 | 2006 | 2007 | 2008 | 2009 | 2010 | 2011 | 2012 | 2013 | 2014 | 2015 | 2016 | 2017 | 2018 | 2019 |
| Мілан — Санремо       | —    | 69   | —    | —    | 49   | 28   | 8    | 3    | НФ   | 44   | 45   | 33   | —    | 1    | 8    |
| Тур Фландрії          | —    | —    | —    | —    | —    | —    | —    | —    | —    | —    | —    | —    | —    | 24   | —    |
| Париж — Рубе          | —    | —    | —    | —    | —    | —    | —    | —    | —    | —    | —    | —    | —    | —    | —    |
| Льеж — Бастонь — Льеж | 112  | ДСК  | 71   | 10   | 39   | 27   | 8    | 2    | 23   | 30   | 13   | 51   | —    | 32   | 8    |
| Джиро ди Ломбардия    | 79   | НФ   | 34   | 37   | —    | 5    | 40   | 26   | НФ   | —    | 1    | —    | 1    | 2    | 55   |

## Особисте життя
13 жовтня 2012 року Вінченцо Нібалі одружився зі своєю давньою подругою Ракель. 28 лютого 2014 року у них народилася дочка Емма.